# Praia do Canto (Búzios)
Vista da Praia do Canto e, ao fundo, a Orla Bardot
A Praia do Canto localiza-se na cidade de Armação dos Búzios, no estado brasileiro do Rio de Janeiro, no Brasil.
É uma praia comprida, com 1500 m de extensão, localizada no centro da cidade, à esquerda do pier de onde saem passeios de barco na península. Não possui estrutura de bares ou barraquinhas de vendedores, estando povoada de casas e mansões. As águas são, em geral, calmas e quentes, possuindo muitos barcos de pesca.
É a praia localizada ao lado da Rua das Pedras, uma das principais ruas comerciais de Búzios. Do lado esquerdo da praia há uma trilha que levas às pequenas prais dos Amores e Virgens.